# 元長 (大字)
元長，口語上稱為元掌，是台灣雲林縣元長鄉的一個傳統地域名稱，也是全鄉行政中心所在地，位於該鄉中部偏西北。相較於今日行政區，其範圍大致包括潭東村東北部、長南村中南部、長北村南大半部、頂寮村西北端。

## 歷史
台灣清治末期至日治初期，元長地區為一街庄，稱為「元長庄」，隸屬於白沙墩堡。該庄北與合和庄、山仔內庄、子茂庄為鄰，東及東南與頂藔庄為鄰，南邊為龍岩厝庄，西南邊及西邊為潭內庄。
1901年（日治明治三十四年）11月，全台廢縣廳改設二十廳，該庄隸屬於斗六廳。1903年（明治三十六年）6月，該庄編入「元長區」，隸屬於斗六廳。1909年（明治四十二年）10月，合併二十廳為十二廳，元長區改隸屬於嘉義廳。1920年（大正九年），全台地方制度大改正，廢十二廳改設五州二廳，該庄改制為「元長」大字，隸屬於臺南州北港郡元長庄。
戰後元長庄改制為元長鄉，隸屬於臺南縣，大字亦改制為村。1950年10月，雲、嘉、南分治，元長鄉改隸屬雲林縣。

## 聚落
本地區發展較早的聚落為元長，在日治期初期的官方地圖上已有記載。此外，本地區尚有合東、江寮等聚落。

## 交通
省道台19線又稱「中央公路」，是彰化至台南永康的幹道，大致以縱向經過本地區。由該道路向北轉東北微北經省道台78線（東西向快速公路－台西古坑線）元長交流道後可前往襃忠鄉、崙背鄉、二崙鄉西北部、竹塘鄉等地；向南可前往北港鎮、六腳鄉、朴子市、義竹鄉等地。
縣道160號是四湖鄉三條崙至土庫鎮無底潭的道路，大致以橫向經過本地區北部，並與省道台19線交會於元長聚落。由該道路向西北西轉西南可前往四湖鄉並止於三條崙；向東北東轉東南東可前往土庫鎮西南部糞箕湖地區的無底潭並止於縣道145號路口。
鄉道雲100線是潭東至土庫的道路，大致以北北東—南南西走向經過本地區西端，並與縣道160號交會於本地區北部邊界地帶西側。由該道路向南南西可前往潭內地區，並止於該地區瓦磘（潭東）聚落的鄉道雲166線路口；向北北東可前往合和、山子內地區中部的葱仔寮聚落、子茂地區北端的三坎店聚落、埤腳、新興北部、土庫，並止於土庫圓環，也就是縣道145甲線起點路口暨鄉道雲173線起點路口。
鄉道雲100-2線是山川寮至合和的道路，其南側端點（終點）位於本地區西北角的縣道160號路（北鄰合和主聚落南側中央略偏西）。由此向北微東出境後，轉西再轉北微東出合和聚落可前往合和地區的山川寮聚落，並止於聚落西北側。
鄉道雲166線是西勢寮至潭東（實際終點在元長地區境內）的道路，其東側端點（終點）位於本地區南部近邊界地帶的省道台19線路口。由此向西北西直行，經鄉道雲169號路口、江寮聚落後出境，可前往潭內地區的瓦磘（潭東）聚落及潭內主聚落、溪底地區中部的魚寮聚落及西勢寮聚落，並止於西勢寮聚落西南郊的縣道160號路口。
鄉道雲169線是元長至西莊的道路，其北側端點（起點）位於元長市區西側的縣道160號路口暨元長外環道路口。由此向南南西直行，經鄉道雲166號路口後出境，可前往潭內地區東端、龍岩厝地區的西庄（西莊）聚落，並止於聚落東郊的省道台19線路口。
鄉道雲172線是元長至新吉的道路，其西北側端點（起點）位於元長市區南側的省道台19線路口。由此向東南微東直行，出境後可前往頂寮地區的中坑子聚落、客子厝地區的客子厝主聚落及四股寮聚落、內寮地區的姚厝聚落及好收寮聚落，並止於縣道145甲線路口（新吉庄聚落西郊）。

## 學校
- 元長國中
- 元長國小